# State Line (Mississippi)
State Line é uma cidade  localizada no estado americano de Mississippi, no Condado de Greene e Condado de Wayne.

## Demografia
Segundo o censo americano de 2000, a sua população era de 555 habitantes.
Em 2006, foi estimada uma população de 542, um decréscimo de 13 (-2.3%).

## Geografia
De acordo com o United States Census Bureau tem uma área de
11,2 km², dos quais 11,1 km² cobertos por terra e 0,1 km² cobertos por água. State Line localiza-se a aproximadamente 59 m acima do nível do mar.

## Localidades na vizinhança
O diagrama seguinte representa as localidades num raio de 36 km ao redor de State Line.